# Amolops torrentis
Espèce
Synonymes
- Micrixalus torrentis Smith, 1923

Statut de conservation UICN

 VU B1ab(iii)+2ab(iii) : Vulnérable
Amolops torrentis est une espèce d'amphibiens de la famille des Ranidae.

## Répartition
Cette espèce est endémique de l'île de Hainan en République populaire de Chine. Elle se rencontre entre 80 et 780 m d'altitude,.

## Publication originale
- Smith, 1923 : On a Collection of Reptiles and Batrachians from the Island of Hainan. Journal of the Natural History Society of Siam, vol. 6, p. 195-212.